# Mechnica (Opole)
Mechnica is een plaats in het Poolse district  Kędzierzyńsko-Kozielski, woiwodschap Opole. De plaats maakt deel uit van de gemeente Reńska Wieś en telt 890 inwoners.